# Musée d'Anatomie Delmas-Orfila-Rouvière
Het Musée d'Anatomie Delmas-Orfila-Rouvière is een museum over het menselijke anatomie dat gevestigd was op de achtste verdieping van de Faculteit Geneeskunde, dat onderdeel was van de Université Paris V René Descartes, aan de rue des Saints-Pères in Parijs (6e arrondissement). Dit museum was het grootste anatomiemuseum van Frankrijk. Het werd in 2005 gesloten waarbij de objecten verder in opslag werd bewaard.
De collectie werd in 2011 geschonken aan de Universiteit van Montpellier, waardoor verschillende objecten uit de collectie tegenwoordig te zien zijn in de Medische School te Montpellier.

## Geschiedenis
Het museum is oorspronkelijk opgericht in 1794 toen demonstrant en professor in anatomie, Honoré Fragonard, verschillende exemplaren over anatomie verzamelde voor de Faculteit Geneeskunde in Parijs (Frankrijk). De stad Parijs had inmiddels al veel (amateur)collecties in haar bezit, waaronder ruim 1000 anatomische wassen modellen die Jean-Baptiste Sue had nagelaten aan de École des Beaux-Arts. Deze collecties werden tijdens de Franse Revolutie verspreid.
De bestaande anatomische collectie werd opnieuw georganiseerd en dankzij Mathieu Orfila uitgebreid. Orfila, die benoemd was als decaan van de Faculteit der Geneeskunde van Parijs in 1832, werd geïnspireerd door Hunterian Museum. Dit Hunterian Museum had een grote anatomische collectie tentoongesteld.
In 1844 werd het museum opgericht dat officieel ingehuld werd als Musée Orfila in 1847, ter ere van Orfila zijn werk. Dit museum groeide uit tot een schatkist van bijna 4500 items in 1881. Dit zou dan ook vermeld staan in de documentatie en catalogus van de destijds curator Charles Nicolas Houel.
Het museum werd niet goed onderhouden, waardoor wasmodellen van Laumonier gebruikt werden voor de belichting, waardoor er maar een paar honderd modellen van Houels over bleef. Gelukkig kwam in 1947 de professor André Delmas, die het Musée Orfila probeerde te restaureren waar dat mogelijk was. Hierbij ging hij samenwerken met het Musée Rouvière, waardoor enige uitbreiding qua catalogus mogelijk was. Bijvoorbeeld met de lymfecollectie van professor Henri Rouvière (1876 - 1952). Het museum beschikt sinds 1953 over grote (vaste) tentoonstellingszalen en galerijen op de achtste verdieping van het Faculteit der Geneeskunde.
Het museum bevat ongeveer 5.800 menselijke en dierlijke voorwerpen, waaronder een breed scala van anatomische exemplaren. Bijvoorbeeld:
- De kleine aap die in 1797 bewaard werd door Fragonard.
- Paul Broca's hersencollectie van vogels, zoogdieren en mensen.
- Vitrines met reptielen en vogels.
- Afgietsels van hoofden van criminelen die in de 19e eeuw zijn geëxecuteerd.
- Schedels uit gestichten en geestesziekten.
- Verschillende groeistadia van het menselijk skelet.
- Afgietsels van (menselijke) organen.
- Beroemde reeks van wasmodellen uit de 19e eeuw.